# Idun

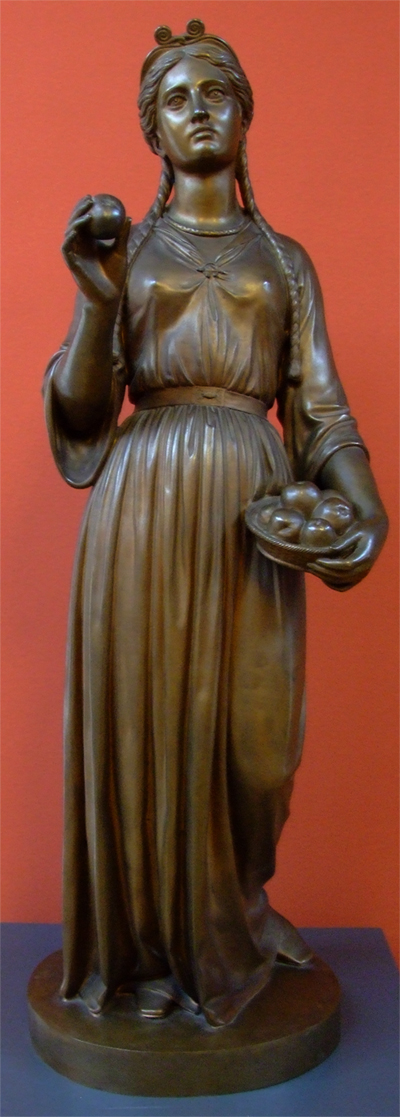
H. W. Bissen: Idun (1858)

Idun (Hervor Hamskifta) a skandináv mitológia nőalakja, az ifjúság istennője. Apja Ivalde, az elfek fejedelme, anyja Hildegun. Testvére Auda (Hladgunn Svanvit), féltestvérei Völund, Egil és Slagfinn, akiknek anyja egy óriásnő. A két lánytestvér hét évig együtt élt féltestvéreikkel, Völunddal és Slagfinnel. Majd a költészet istenének, Braginak lesz a felesége.
Az Eddában Loki így beszél vele:
Idunn, hallgass, ne ingerelj,

férfifaló nők közt is

legmohóbb, te:

tiszta karjaid

bátyád gyilkosát

ölelték gyengéden.
Az énekekből nem derül ki sem a testvéreinek, sem gyilkosának neve, bár ha a Thiázi (Völund) megölésében Bragi is részt vett, akkor róluk lehet szó.
Csodálatos almákat őriz, amelyekből az istenek esznek, hogy örökké ifjak maradjanak. Mikor Thiázi (Tjázi) óriás sas alakjában hatalmába ejti Idunt és Thrymheimbe repül vele, az istenek gyorsan öregednek és azt követelik Lokitól, hogy kerítse ismét elő az istennőt. Ugyanis Loki volt az, aki kiszolgáltatta Idunt és az aranyalmát az óriásnak, cserébe, amiért az őt korábban szabadon engedte. Loki sólyom alakjában az óriás házába repül, míg ez épp a tengerre hajózott; dióvá varázsolja Idunt és elviszi. Thiázi sas képében üldözőbe veszi, de amikor Loki átrepül az Asgard kerítésén, az istenek gyorsan tüzet gyújtanak. A sas szárnyai megperzselődnek s ő leesik, ekkor Thor könnyen megöli őt a kalapácsával és a szemeit feldobja az égbe.
Ezt így örökítik meg az Eddában:
Tór szólott:
Tjázit terítettem le,

a szilaj óriást,

szemeit felhajigáltam

Allvaldi fiának

távoli, tiszta egébe;

nagy tetteimet

hirdessék emlékjelként,

hadd lássa minden ember

örökkön-örökké.

Te mit tettél, Szürkeszakállú?
Thiázi (Tjázi) azonos Völunddal, aki korábban hét évet élt együtt Idunnal. Halálát a lánya, Szkádi meg akarta bosszulni, de végül kiegyezett az istenekkel és Njörd felesége valamint a vadászat istennője lett.

## Fordítás
- Ez a szócikk részben vagy egészben  az   Idun című svéd Wikipédia-szócikk fordításán alapul.  Az eredeti cikk szerkesztőit annak laptörténete sorolja fel. Ez a jelzés csupán a megfogalmazás eredetét és a szerzői jogokat jelzi, nem szolgál a cikkben szereplő információk forrásmegjelöléseként.
- Ez a szócikk részben vagy egészben  az   Iðunn című angol Wikipédia-szócikk fordításán alapul.  Az eredeti cikk szerkesztőit annak laptörténete sorolja fel. Ez a jelzés csupán a megfogalmazás eredetét és a szerzői jogokat jelzi, nem szolgál a cikkben szereplő információk forrásmegjelöléseként.